# نهر مويندا (كاليدونيا الجديدة)
نهر مويندا هو نهر في كاليدونيا الجديدة. تبلغ مساحته 165 كيلومترًا مربعًا. 

## أنظر أيضا
- قائمة أنهار كاليدونيا الجديدة